# Список умерших в 578 году

## Июль
- 30 июля — Иаков Барадей, сирийский монах-нехалкидонит, затем приор монастыря Фазилте, епископ Эдессы (541—578).

## Октябрь
- 4 октября — Юстин II, византийский император (565—578).

## Дата смерти неизвестна или требует уточнения
- Абд аль-Мутталиб, дед исламского пророка Мухаммеда.
- Аль-Мунзир IV, царь (малик) государства Лахмидов (574—578).
- Стратегий Апион, патрикий Византийской империи, консул (539).
- Брендан Клонфертский, один из ранних ирландских монашеских святых, настоятель ирландского монастыря Клонферт.
- Бхававивека, индийский мыслитель, представитель и основатель одной из школ поздней мадхьямаки, буддийский монах, последователь Нагарджуны и комментатор его работ.
- Вуффа, вождь англов.
- Гармул, правитель Мавро-Римского царства (570—578).
- Иоанн Малала, византийский автор «Хронографии».
- У-ди, император Китайской/сяньбийской династии Северная Чжоу.
- Хатим ат-Таи, арабский поэт.